# Dynamic HTML
A DHTML, dinamikus HTML (angolul: dynamic HTML) vagy DOM scripting bizonyos webtervezési módszereket jelent, melyek egy weblap megjelenítésekor felhasználói bevitelre változnak meg.
A „dinamikus” arra utal, hogy e változásokat eseményeknek kell előidézniük, melyek egy weblap megjelenítésekor akár többször is megtörténhetnek.
Példák dinamikus megjelenítési hatásokra:
- egy menü megjelenése („kinyitása”)
- egy szöveg előtérbe kerülése
- objektumok áthelyezésének lehetősége a képernyőn keresztül
- beviteli mezők más mezőktől függő automatikus kitöltése
- weblapok, melyek mint kliensoldali alkalmazások kezelhetők.

## Története
A JavaScript a Netscape Navigatorben és az Internet Explorerben már az 1990-es évek közepén lehetővé tették a weblapok eseményalapú megváltoztatását. Ekkor a DHTML kifejezést e verziók képességeire használták. A Document Object Model szabvánnyá válásával és a dotkomlufi megszűnésével a kifejezés elavult.

## Technikák
A DHTML az alábbi technikákat foglalja magában:
- HTML a dokumentumok megtekintéséhez
- kliensoldali szkriptnyelv, mely gyakran JavaScript
- hely a HTML-dokumentum megváltoztatására és kiterjesztésére – ma gyakran a DOM használatos
- XMLHttpRequest, valamint Fetch API adatok cseréjére a böngésző és egy távoli HTTP-szerver közti cseréjére.
- formátum strukturált adatok átvitelére, mint például az XML vagy a JSON

Nem szükséges a lista minden technikáját felhasználni (különösen az első betöltés utáni adatátvitelt) a DHTML-alkalmazásnak nevezhetőséghez.

## Példák
Egy egyszerű DHTML-részlet példája, melynél kattintásra megváltozik a mutatott szöveg:
```
...

<
p
 
onclick
=
"this.firstChild.nodeValue = 'Köszönöm'"
>
Kattints
</
p
>

...

```

## Kritika és hátrányok
Gyakran a DHTML-t hatásorientált funkciókra használják, ahol a használat nem ismerhető könnyen fel, és inkább zavarják azt.
Eleinte a DHTML-t csak böngészőspecifikus DHTML-modellekkel lehetett működtetni, melyek egymással nem voltak kompatibilisek. Ezért egyes DHTML-lapok bizonyos böngészőkön hibásan működtek. Ez a DHTML-re máig érvényes. Ma használják a DOM Scripting kifejezést is, mellyel a szabványos DHTML böngészőspecifikus változatokkal szűkíthető volt.
A DHTML nagyban függ a böngésző JavaScript-kompatibilitásától, melyre csak az újabb böngészők képesek. Ha a JavaScript például biztonsági okokból le van tiltva, a DHTML nem használható. Ezentúl az akadálymentességet is csökkentheti azon felhasználók számára, akiknek különböző korlátok miatt más be-/kimeneti módszereket kell használniuk. Azonban lehetséges úgy DHTML-t használni, csak olyan böngészőknél használatos, melyek arra képesek, a többi felhasználó pedig használhatja a weblapot úgy, mintha nem használna DHTML-t.

## Fordítás
Ez a szócikk részben vagy egészben  a   Dynamisches HTML című német Wikipédia-szócikk ezen változatának fordításán alapul.  Az eredeti cikk szerkesztőit annak laptörténete sorolja fel. Ez a jelzés csupán a megfogalmazás eredetét és a szerzői jogokat jelzi, nem szolgál a cikkben szereplő információk forrásmegjelöléseként.